# Hanna Karlsson
Hanna Magdalena Karlsson, född 18 januari 1979 i Våxtorp, är en svensk före detta friidrottare som tävlade i medel- och långdistanslöpning för Malmö AI.
Hon deltog i juli 2001 på 1 500 meter vid U23-EM i Amsterdam, Nederländerna där hon tog sig till final och sedan i finalen satte personligt rekord med 4.15,25 vilket innebar en fin 6:e plats.
Hon vann 5 000 meter på Finnkampen 2007.
Hanna Karlsson belönades år 2009 med Stora grabbars och tjejers märke nummer 501.
Hon är gift med löparen Mustafa Mohamed

## Personliga rekord
| Utomhus - 800 meter – 2.07,03 (Göteborg 7 juli 2002) - 1 500 meter – 4.15,25 (Amsterdam, Nederländerna 14 juli 2001) - 3 000 meter – 9.25,03 (Uppsala 12 juni 2001) - 5 000 meter – 16.27,98 (Helsingfors, Finland 30 augusti 2008) - 10 000 meter – 35.07,85 (Göteborg 9 september 2007) - 10 km landsväg – 34.27 (Cardiff, Storbritannien 27 juli 2008) | Inomhus - 800 meter – 2.09,37 (Göteborg 8 februari 2003) - 1 500 meter – 4.21,35 (Stockholm 20 februari 2007) - 2 000 meter – 5.59,23 (Leipzig, Tyskland 6 februari 2005) - 3 000 meter – 9.22,38 (Göteborg 10 februari 2007) |